# Eric George Norris
Eric George Norris, KCMG (* 14. März 1918; † 15. März 2005) war ein britischer Diplomat, der unter anderem zwischen 1968 und 1972 Hochkommissar in Kenia sowie zuletzt zwischen 1974 und 1977 Hochkommissar in Malaysia war.

## Leben
Eric George Norris, Sohn von H. F. Norris, trat nach einem Studium in den diplomatischen Dienst (HM Diplomatic Service) des Außenministeriums (Foreign Office) ein und fand in der Folgezeit zahlreiche verschiedene Verwendungen an Auslandsvertretungen sowie im Außenministerium. Er war von Mitte der 1950er bis Mitte der 1960er fast ausschließlich am Hochkommissariat in Indien tätig und zunächst zwischen 1956 und 1957 Botschaftsrat am Hochkommissariat sowie anschließend von 1957 bis 1960 Stellvertretender Hochkommissar in Indien für den Dienstsitz Bombay. Nach einer weiteren Verwendung fungierte er zwischen 1962 und 1965 als Stellvertretender Hochkommissar in Indien für den Dienstsitz Kalkutta und wurde für seine dortigen Verdienste 1963 Companion des Order of St Michael and St George (CMG).
Nach seiner Rückkehr war Norris im Außenministerium von 1965 bis 1968 Assistierender Unterstaatssekretär für Angelegenheiten des Commonwealth of Nations in West-, Ost- und Südafrika (Assistant UnderSecretary for Commonwealth Affairs (West, East and Southern Africa)) Danach löste er 1968 Edward Peck als Hochkommissar in Kenia ab und verblieb auf diesem Posten bis 1972, woraufhin Arthur Antony Duff seine dortige Nachfolge antrat. Am 1. Januar 1969 wurde er zum Knight Commander des Order of St Michael and St George (KCMG) geschlagen, so dass er fortan den Namenszusatz „Sir“ führte. Danach kehrte er ins Außenministerium zurück und war dort zwischen 1972 und 1973 Stellvertretender Unterstaatssekretär für Asien (Deputy Under-Secretary for Foreign and Commonwealth Affairs (Asia)). Zuletzt übernahm er 1974 von John Baines Johnston das Amt als Hochkommissar in Malaysia und hatte dieses bis zu seinem Eintritt in den Ruhestand 1977 inne, woraufhin Donald Hawley sein Nachfolger wurde.
Nach seinem Ausscheiden aus dem diplomatischen Dienst war Sir Eric Norris in der Privatwirtschaft tätig und unter anderem zwischen 1977 und 1988 Direktor des Automobilhandelsunternehmen Inchcape, dessen stellvertretender Vorstandsvorsitzender er von 1981 bis 1986 war. Daneben war er zwischen 1978 und 1988 Direktor von London Sumatra Plantations Ltd sowie von 1978 bis 1988 auch Direktor von Gray Mackenzie Ltd. Aus seiner 1941 geschlossenen Ehe mit Pamela Crane gingen drei Töchter hervor.